# Microhydromys richardsoni
Microhydromys richardsoni är en däggdjursart som beskrevs av Tate och Archbold 1941. Microhydromys richardsoni ingår i släktet Microhydromys och familjen råttdjur. IUCN kategoriserar arten globalt som otillräckligt studerad. Inga underarter finns listade i Catalogue of Life.
Artepitetet i det vetenskapliga namnet hedrar W. B. Richardson som hittade typexemplaret.
Arten förekommer i bergstrakter på Nya Guinea. Den lever i kulliga områden och i bergstrakter mellan 380 och 1500 meter över havet. Habitatet utgörs av fuktiga skogar och av trädgrupper i savanner. Individerna går främst på marken.